# Thomas Martinson
Thomas Martinson, född 1949 i Stockholm, är en svensk jurist, verksam som brottmålsadvokat.
Han har bland andra försvarat Tommy Zethraeus, Thomas Dahlén, Kent, Liam Norberg, Dragan Joksović, Milan Sevo med flera. Han uppmärksammades i den så kallade Västeråsrättegången, som rörde våldtäkt och där Martinson försvarade en av de tilltalade. 
Martinson har en mindre roll i filmen Sökarna - Återkomsten.